# Camarones (Chubut)
Camarones ist ein Ort im südlichen Argentinien, gelegen in der östlichen Provinz Chubut an der Atlantikküste Patagoniens. Es hat 1.079 Einwohner (Volkszählung 2001) und ist Hauptstadt des Departamento Florentino Ameghino.

## Geographie
Camarones liegt in der Bahía de Camarones, einer größeren Bucht inmitten einer unregelmäßig geformten Küstengegend, die von vielen Halbinseln, Buchten, Kaps und kleinen Inselgruppen wie den dem Ort vorgelagerten Islas Blancas geprägt wird. 30 Kilometer südöstlich befindet sich das Kap Dos Bahías, an dem sich das Reserva Natural Faunística Cabo Dos Bahías, ein bekanntes Naturreservat mit reichlich vorhandener Tierwelt (Pinguine, Mähnenrobben) befindet.
Das Klima ist gemäßigt, aber windig und trocken. Es fallen etwa 200 Millimeter Niederschlag im Jahr, vor allem im Winter. Die Temperatur im Januar liegt bei 19 °C und im Juli bei 7 °C. Die Bucht Bahía de Camarones ist der südlichste Punkt der Atlantikküste Argentiniens, die das ganze Jahr über vom warmen Brasilstrom beeinflusst wird und deshalb erhöhte Wassertemperaturen (im Sommer bis 20 °C) aufweist.

## Geschichte
Bei Camarones gründete Simón de Alcazaba y Sotomayor 1535 die spanische Siedlung „Puerto de los Leones“, die aber nur drei Monate Bestand hatte.
Der Ort Camarones wurde im Jahr 1900 gegründet. Er entwickelte sich im Laufe der Zeit zum Dienstleistungszentrum der sehr dünn besiedelten umliegenden Region, in der vornehmlich Schafe gehalten werden. Dieser Wirtschaftszweig fiel jedoch in den 1980er-Jahren in eine tiefe Krise, weshalb die Bewohner heute versuchen, mit alternativen Einnahmequellen wie Tourismus und Kommerzialisierung von Meeresfrüchten neue Arbeitsmöglichkeiten zu erschließen.
Im Jahr 2003 kam es zu einem Skandal in der Ortschaft, als ein Fall von Brandstiftung auf einen Radiosender bekannt wurde, der kritische Beiträge über die Amtsführung des örtlichen Bürgermeisters gesendet hatte.

## Kultur und Sehenswürdigkeiten
Die Architektur des Ortes besteht vor allem aus Häusern aus Wellblech und roten Backsteinen, die an lange vergangene Zeiten erinnern. Es gibt eine schlichte, aus Felsbrocken gebaute Kirche, einen sehenswerten alten Gemischtwarenladen und einen kleinen Turm (Torreón), der als Aussichtspunkt bekannt ist.
Das bekannteste Ereignis im Jahr ist die Fiesta del Salmón (Lachs-Fest) Ende Januar, bei dem Fischerwettbewerbe und andere Veranstaltungen stattfinden. Camarones bezeichnet sich selbst als die Capital Nacional del Salmón, die "Hauptstadt des Lachses".

## Wirtschaft und Infrastruktur

### Wirtschaftszweige
Der Ort lebt von der Fischerei und der Verarbeitung von Algen. Daneben ist er das Dienstleistungszentrum für die umgebenden Estancias, auf denen vor allem Schafe gehalten werden. Nach dem Ort ist eine bestimmte Wollart (tipo Camarones) benannt. Diese traditionellen Wirtschaftszweige sind jedoch seit den 1980er-Jahren von einer starken Krise betroffen, daher hat Camarones heute eine hohe Arbeitslosigkeit. 
Um die jüngeren Einwohner trotz der schlechten Arbeitsmarktsituation zum Bleiben zu bewegen, wird seit 1999 von der örtlichen Schule ein Projekt zur Kommerzialisierung von gezüchteten Meerestieren geleitet, das 2002 von der halbstaatlichen Erdölgesellschaft YPF mit einem Innovationspreis bedacht wurde und heute von mehreren Orten Süd- und Mittelamerikas nachgeahmt wird.

### Tourismus
Seit den 1980er-Jahren gibt es etwas Tourismus in der Umgebung des Ortes, der vor allem mit dem Naturreservat Cabo Dos Bahías zusammenhängt, in dem sich unter anderem die zweitgrößte Pinguinkolonie Argentiniens befindet. Zudem befinden sich zwischen dem Ort Camarones und dem Kap, das etwa 30 Kilometer südöstlich liegt, mehrere Badestrände. In der Caleta Sara, einer Bucht nahe dem Kap, gibt es einige wenige Ferienkolonien und Freizeitgelände. 

### Verkehr
Die Anbindung ans Verkehrsnetz Argentiniens erfolgt über die asphaltierte Ruta Provincial 30, die den Ort mit der wichtigen Nord-Süd-Verbindung Ruta Nacional 3 verbindet. Der öffentliche Personennahverkehr ist spärlich (Busse nach Garayalde an der Ruta 3 und Trelew). Weiterhin gibt es eine Landepiste für Kleinflugzeuge, die aber kaum genutzt wird.